# Peter Heinrich Brincker

Brincker (vor 1904)

Peter Heinrich Brincker (* 9. Februar 1836 in Isselhorst, heute zur Stadt Gütersloh gehörend; † 26. November 1904 in Stellenbosch, Kapkolonie, heute Teil von Südafrika) war ein aus der Ravensberger Erweckungsbewegung hervorgegangener deutscher Missionar in Deutsch-Südwestafrika  (heute Namibia) und Autor völkerkundlicher und sprachwissenschaftlicher Arbeiten. 1899 wurde er zum Ehrendoktor der Universität Kapstadt ernannt.

## Leben
Nach seiner Konfirmation meldete sich Brincker beim Diakonie-Pastor Theodor Fliedner in Kaiserwerth bei Düsseldorf, der ihn als Krankenwärter einstellte, aber schon bald darauf auf Kollektenreise schickte. Auf seinen Reisen durch die preußischen Provinzen, wo er Geld für das Diakoniewerk sammelte, wurde bei Brincker der Missionsgedanke geweckt. Er bat um Aufnahme ins Missions-Seminar in Barmen, wurde aber längere Zeit auf die Warteliste gesetzt, bevor ihn Missionsinspektor Friedrich Fabri 1859 aufnahm. Brincker wurde nach seiner theologischen Ausbildung im November 1862 ordiniert und am 5. November 1862 nach Deutsch-Südwestafrika abgeordnet, mit der Aufgabe, die miteinander verfeindeten Herero und Nama zu missionieren.
Nach 83-tägiger Fahrt landete er Anfang Februar 1863 zunächst in Kapstadt. In Stellenbosch, etwa 50 Kilometer östlich von Kapstadt, fand er Aufnahme bei Missionsgeschwistern. Dort lernte er seine spätere Ehefrau Johanna Rath kennen und verlobte sich mit ihr. Missionar Johann Rath, der 15 Jahre mit den Herero gearbeitet hatte, führte Brincker in die Hererosprache ein. 
Ende Mai konnte die Schiffsreise nach Deutsch-Südwestafrika weitergehen. Im Juni erreichte Brincker Walvisbaai, von wo aus er auf einem beschwerlichen Landweg nach Otjimbingwe weiterzog, das in Hereroland lag. Am 12. Juli 1863 kam er dort bei Missionar Franz Heinrich Kleinschmidt an, um ihn abzulösen. 
Ab sofort war Brincker als Missionar der Rheinischen Missionsgesellschaft unter den Herero tätig. Der Hereroh-Kaptein Maharero gab ihm Sprachunterricht. Anfang 1864 heiratete Brincker seine Verlobte Johanna Rath, mit der er die Arbeit in der 1844 gegründeten Missionsstation von Otjikango, Klein-Barmen genannt, am 20. Februar 1864 übernahm. 
Wegen aufflammender Kämpfe zwischen Herero und Nama musste das Ehepaar in den nächsten anderthalb Jahren sieben Mal nach Otjimbingwe fliehen. Im September 1865 wurde die Station in Otjikango von den Nama zerstört und musste mühsam wiederaufgebaut werden.
Im Mai 1866 konnte Brincker den ersten Taufgottesdienst in Otjikango feiern (12 Hererro ließen sich taufen) und damit eine christliche Gemeinde gründen. Am 25. Juni 1871 wurde ein 10 × 15 Meter großes Kirchengebäude geweiht, dessen Baukosten von 1.230 Reichstalern u. a. mit von Brincker in Gütersloh und im Ravensberger Land gesammelten Spenden finanziert worden war. 1875 waren in Otjikango 204 der 1.450 Einwohner getauft, die Zahl der Kirchgänger betrug 400. Zur Popularität der Kirchengesänge trugen die von Brincker ins Herero übersetzten Texte bei.
Anfang 1879 ging er für ein Jahr in Heimaturlaub nach Deutschland. In Gütersloh wollte er seine übersetzten Manuskripte bei Bertelsmann drucken lassen. 
Anfang Februar 1880 kehrte Brincker nach Deutsch-Südwestafrika mit einem neuen Auftrag zurück. Statt nach Otjikango zurückzugehen, fungierte er nun in Otjimbingwe als Leiter des Augustineums, einer 1866 gegründeten Lehrer- und Evangelistenschule, wo er die Nachfolge von Carl Gotthilf Büttner antrat. Das von Missionar Carl Hugo Hahn entwickelte Ziel der Schule war es, den Söhnen der Herero-Führer, später auch der Nama, eine christliche Erziehung zukommen zu lassen. Hahn nahm an, dass, wenn die obere Schicht der Herero christlich werde, die unteren Schichten nachzögen. Unterrichtet wurde Bibelkunde, Lesen, Schreiben, Rechnen, Geografie und Musik. Als Leiter erweiterte Brincker die Zulassung auf Ovambo und Damara, weil er meinte, dass alle Volksstämme des Landes in der Schule vereint sein sollten. Nach neun Jahren, im Jahr 1889, musste Brincker im Alter von 53 Jahren den aktiven Missionsdienst wegen Altersbeschwerden aufgeben.
1890 zog er mit seiner Frau, seinen vier Söhnen und drei Töchtern nach Stellenbosch, seiner ursprünglich ersten Station in Afrika. Dort beschäftigte er sich mit der Veröffentlichung zahlreicher völkerkundlicher und sprachwissenschaftlicher Arbeiten. Er war Autor eines bedeutenden Wörterbuchs der Herero-Sprache. Er gab den Kleinen Katechismus Luthers und das Neue Testament in Herero heraus.
1892 wurde Brincker emeritiert. Im Jahr 1899 wurde er für seine wissenschaftliche Arbeit zum Ehrendoktor der Universität Kapstadt ernannt.
Peter Heinrich Brincker starb 1904 im Alter von 68 Jahren.

## Schriften
Zu den beiden wichtigsten Werken Brinckers zählen das Wörterbuch und kurzgefasste Grammatik des Otjiherero und der Deutsche Wortführer zu den drei Bantu-Dialekten: Otjiherero, Oshindonga und Oshikuanjama mit einem Anhange: Thesen und Hypothesen über die Schnalzlaute in Nama und Kafir.
- Lesebuch der Hererosprache. 1879.
- Übersetzung des Neuen Testaments. 1879.
- Herero-Wörterbuch. 1886.
- Grammatik und Wörterbuch des Otjikwanyama. 1891.
- Übersetzung Der Kleine Katechismus Luther’s. 1893.
- Übersetzung Die vier Evangelien. 1896.
- Deutscher Wortführer für Bantudialekte. 1897.
- Apostelgeschichte und i. Johannesbrief. 1902.
- Das Zaubergift der Bantu.
- Die Stämme Südwestafrikas I. nach der Geschichte; II. nach Sitten und Gebräuchen; III. Nach Sprachen.